# Lamborghini Miura
Der Lamborghini Miura ist ein Sportwagen des italienischen Automobilherstellers Automobili Lamborghini.

## Geschichte
Der Lamborghini Miura war nach dem 350 GT und dem 400 GT das dritte Pkw-Modell von Lamborghini. Er wurde von 1966 bis 1973 in Sant’Agata Bolognese produziert. Nachfolger war der Lamborghini Countach.
Ausgerüstet mit einem quer eingebauten V12-Mittelmotor, zählte er zu den schnellsten Sportwagen seiner Zeit.  Das Fahrzeug ist nach Antonio Miura benannt, der den Kampfstier Murciélago kaufte und zur Zucht verwendete. Mit ihm begann Lamborghinis Tradition, Modellen Namen aus dem Bereich des Stierkampfes zu geben.

## Technik

Miura SV

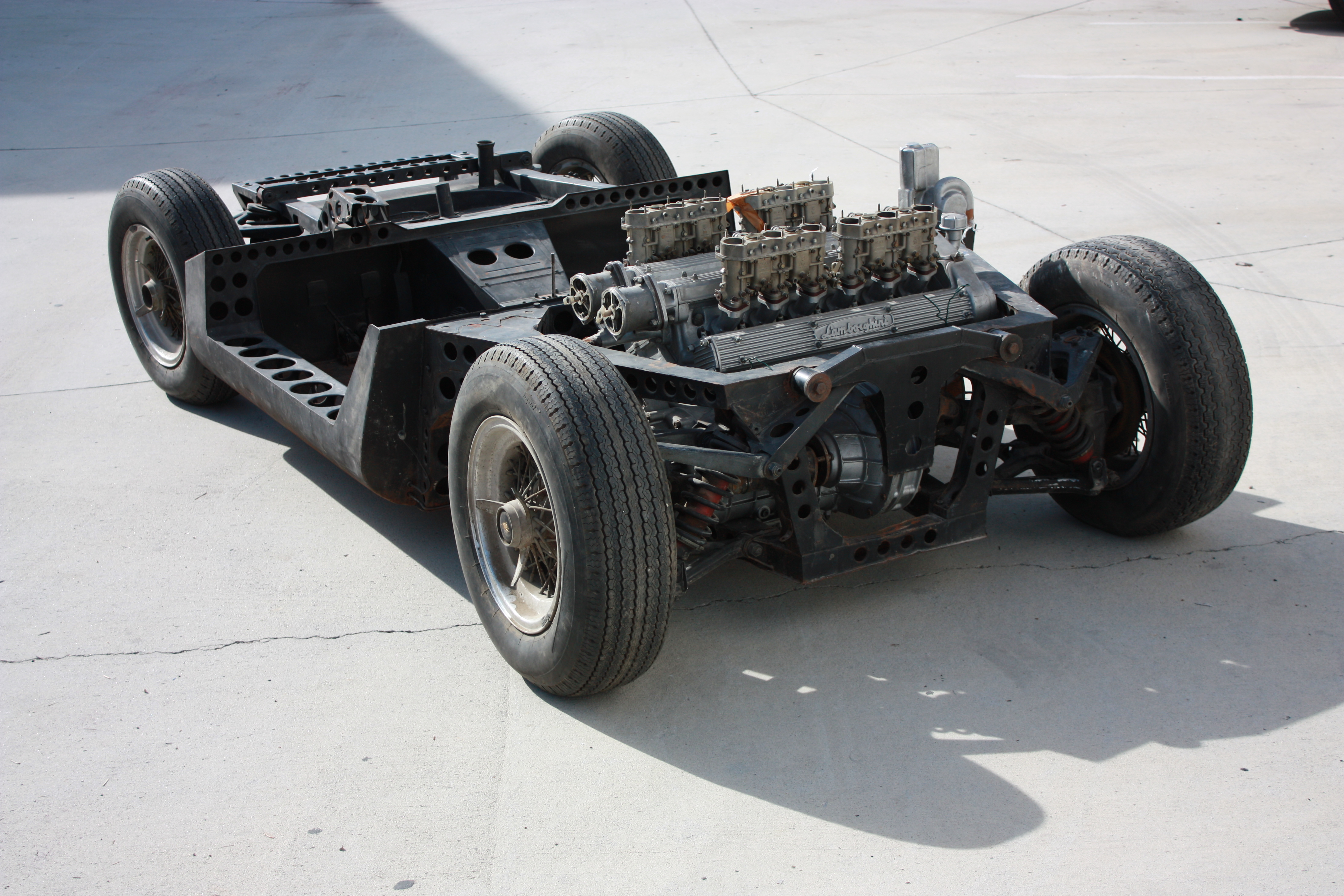
Fahrgestell des Miura 1965

Für die Konzeption des Fahrzeugs war der damalige Chefingenieur von Lamborghini, Gian Paolo Dallara, verantwortlich. Die Karosserie des Miura wurde von dem damals 27 Jahre alten Marcello Gandini, einem Bertone-Mitarbeiter, entworfen. Sie ruht auf einem Plattformrahmen. Der quer eingebaute Mittelmotor, der direkt hinter den Sitzen angeordnet ist, sorgt für eine sehr günstige Gewichtsverteilung, jedoch auch für ein hohes Geräuschniveau im Innenraum. Das mit dem Differential verblockte, vollsynchronisierte Fünfganggetriebe sitzt direkt am Motor. Die Kraft wird auf die Hinterräder übertragen. Alle Räder sind einzeln an doppelten Dreieckslenkern aufgehängt, mit Stabilisatoren an beiden Achsen. Die Lenkung arbeitet mit Ritzel und Zahnstange. Rundum sind Scheibenbremsen eingebaut, die ohne Servo hydraulisch betätigt werden.

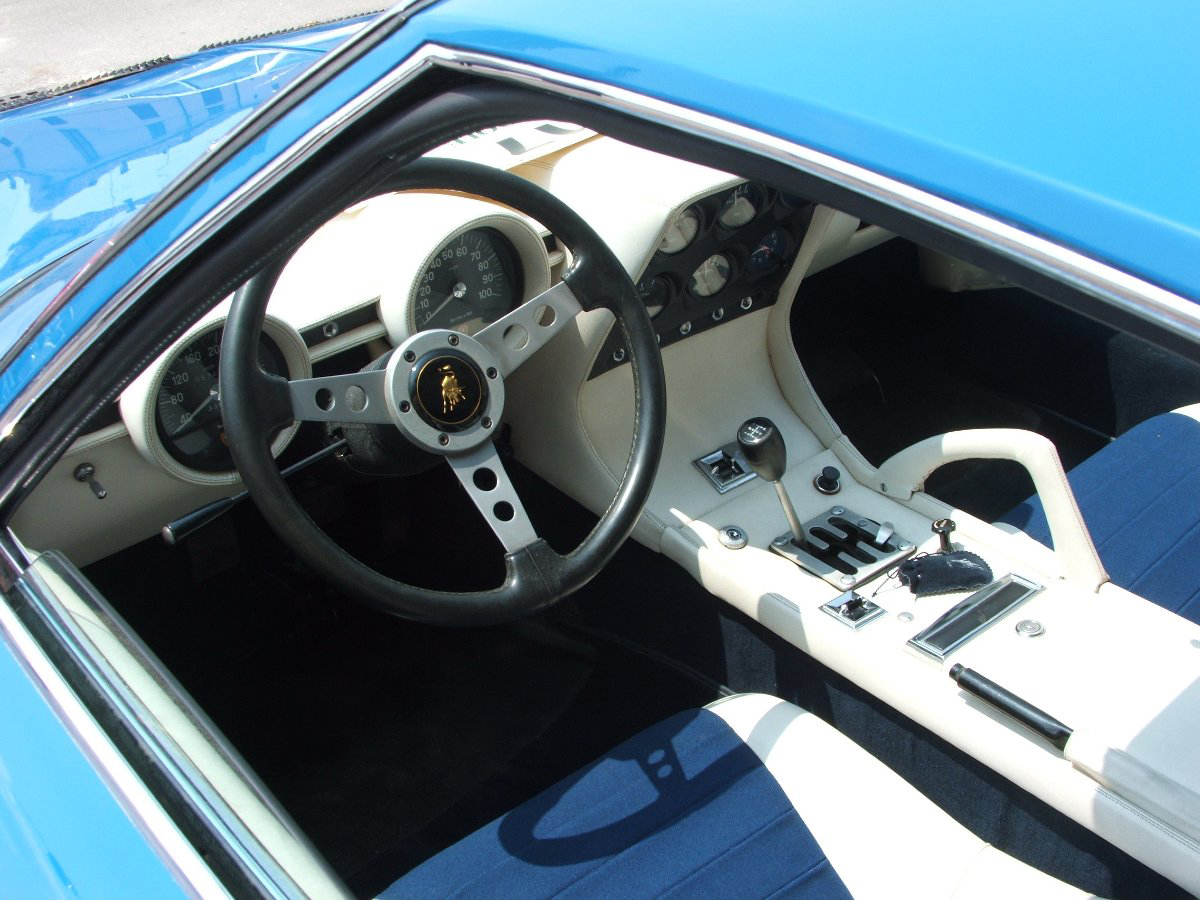
Innenraum des Miura P 400 S von 1968

Mit einer Fahrzeughöhe von nur 1,05 m ist der Miura einer der flachsten Sportwagen; auch die Länge von 4,37 m und die Breite von 1,76 m ergeben die typischen Proportionen eines Sportwagens. Die letzte Serie, der Miura SV, wurde mit einer leicht verbreiterten Karosserie gebaut. Der Welt präsentiert wurde der Miura im November 1965 in Turin. Bei seiner Vorstellung auf dem Genfer Auto-Salon im März 1966 begeisterte der Miura Fachwelt und Besucher der Messe gleichermaßen. Eine Besonderheit sind die Klappscheinwerfer, die nach hinten in die Karosserie geschwenkt werden.
Außer dem Miura P400 und seinen Nachfolgern Miura S und Miura SV (Spinto = getrieben, Veloce = schnell) wurden noch vier Exemplare des Miura SVJ angefertigt. Der SVJ sah aus wie das Erprobungsfahrzeug Lamborghini Jota.
Die Karosserien der Serienmodelle wurden bei Bertone aufgebaut; dabei verwendete Bertone Bleche, die beim Zulieferbetrieb Silver Car gepresst wurden.

## Sondermodelle und Prototypen

### Jota

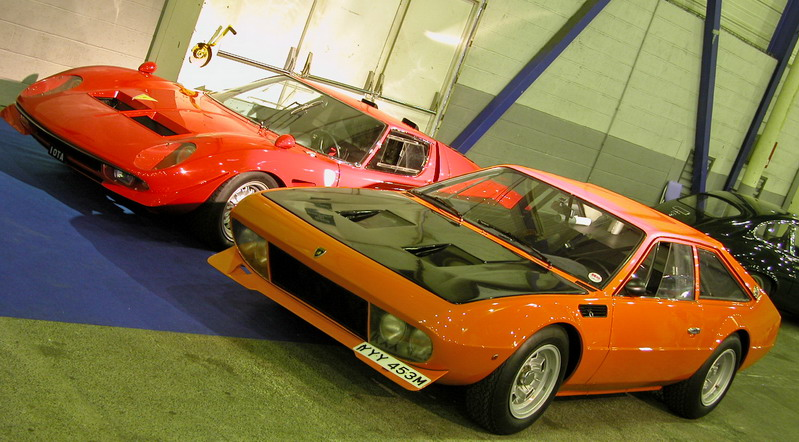
Ein Lamborghini Jota und ein Lamborghini Jarama Sport (von links)

Der Lamborghini Jota selbst war ein Einzelstück und wurde nur zu Testzwecken auf Basis des Miura hergestellt. Er entstand unter der Regie des rennsportbegeisterten Lamborghini-Testfahrers Bob Wallace und unterschied sich vom Miura äußerlich kaum, jedoch war der Fahrzeugaufbau ein anderer. Viele Karosserieteile waren aus Aluminium gefertigt; die Seitenscheiben bestanden aus Plexiglas. Unter anderem dadurch konnte das Leergewicht des Fahrzeugs von 1350 kg auf ca. 900 kg gesenkt werden. Mit einem bis zu 323 kW (440 PS) starken Motor erreichte der Jota Beschleunigungszeiten von 4,5 Sekunden von 0 bis 100 km/h.

### Miura Roadster

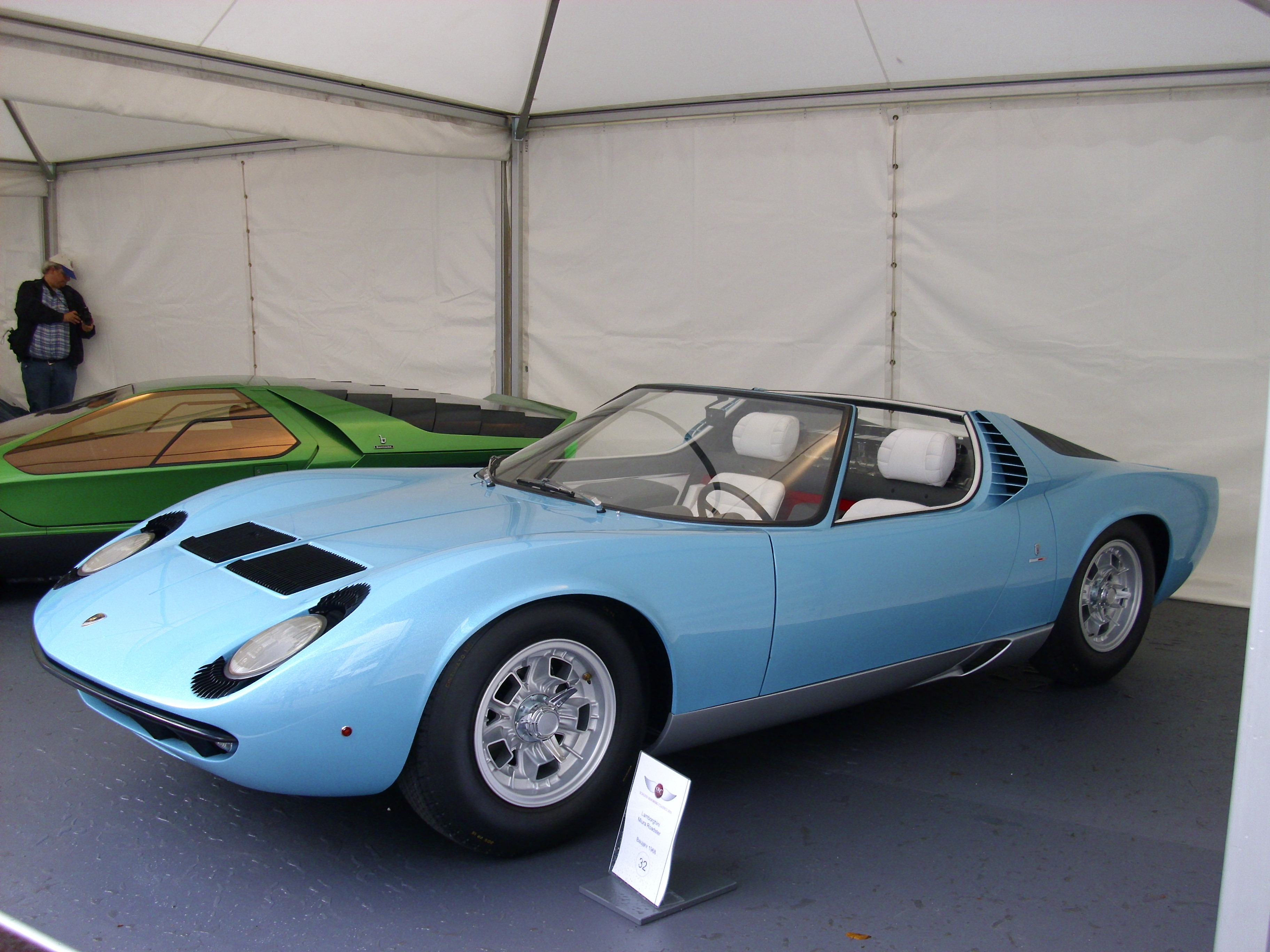
Lamborghini Miura Roadster

Ein weiteres Einzelstück blieb der Lamborghini Miura Roadster. Er wurde 1968 präsentiert; Probleme mit der Stabilität verhinderten jedoch eine Serienfertigung. Das Fahrzeug wurde später zu Forschungszwecken an ein Unternehmen aus der Metallindustrie verkauft und befindet sich heute in Privatbesitz.

### Miura SVJ

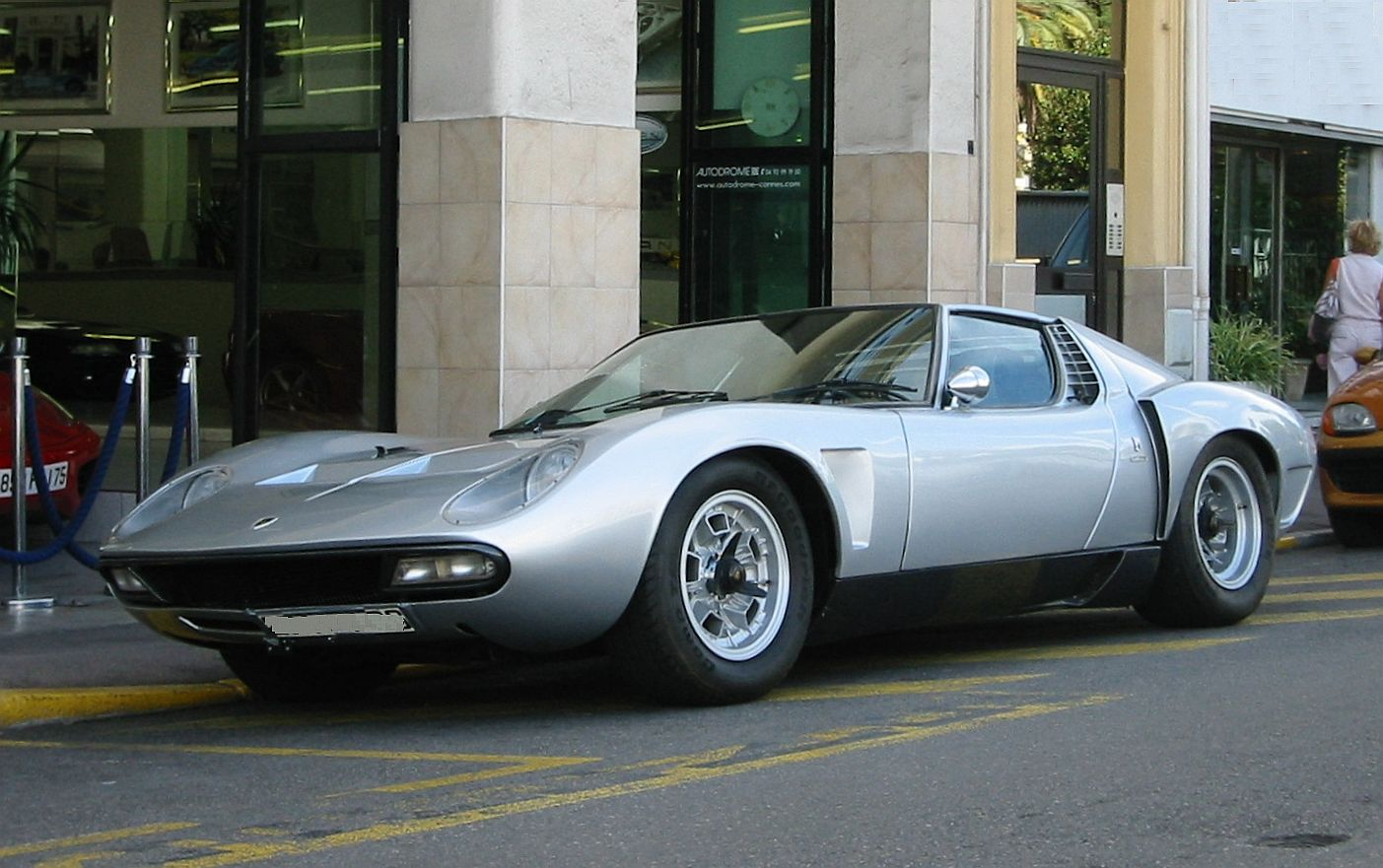
Miura SVJ – nachträglicher Teilumbau

Der Miura SVJ ist ein äußerlich wie technisch auf Miura Jota umgerüsteter Miura SV. Meist wurde der SVJ von externen Karosserie- und Motorspezialisten umgebaut, doch einige Modelle verließen auch das Lamborghini-Werk in Sant’Agata-Bolognese. Die Mehrleistung des Miura SVJ gegenüber dem Miura SV betrug 22 kW (30 PS). Beim 3,9 Liter großen V12-Motor betrug die Leistung 305 kW (415 PS).

### Miura SVR
Der Miura SVR von 1974 hat einen auf 294 kW (400 PS) getunten Rennmotor. Besonders auffallend waren die extrem breiten Kotflügel und die schmale, schwarze Frontlippe, ein Dachspoiler, mit Plexiglas verkleidet, sowie das hinten offene Heck.

### P400 Stuardi Sonata
In der zweiten Hälfte der 1960er-Jahre entwarf der Amerikaner Enzo Stuardi den von ihm so genannten P400 Stuardi Sonata. Das fast vollkommen aus Ersatzteilen bestehende Auto sah aus wie ein zu dieser Zeit üblicher Mittelmotor-Prototyp auf Basis der Chevrolet Corvette. Es blieb bei diesem Einzelstück. Sein 3,9 Liter großer V12-Motor leistete 350 PS. Daraus resultierten eine Höchstgeschwindigkeit von 280 km/h und eine Beschleunigung von 0 auf 100 km/h in etwa 6,7 Sekunden.

## Motor- und Fahrleistungen

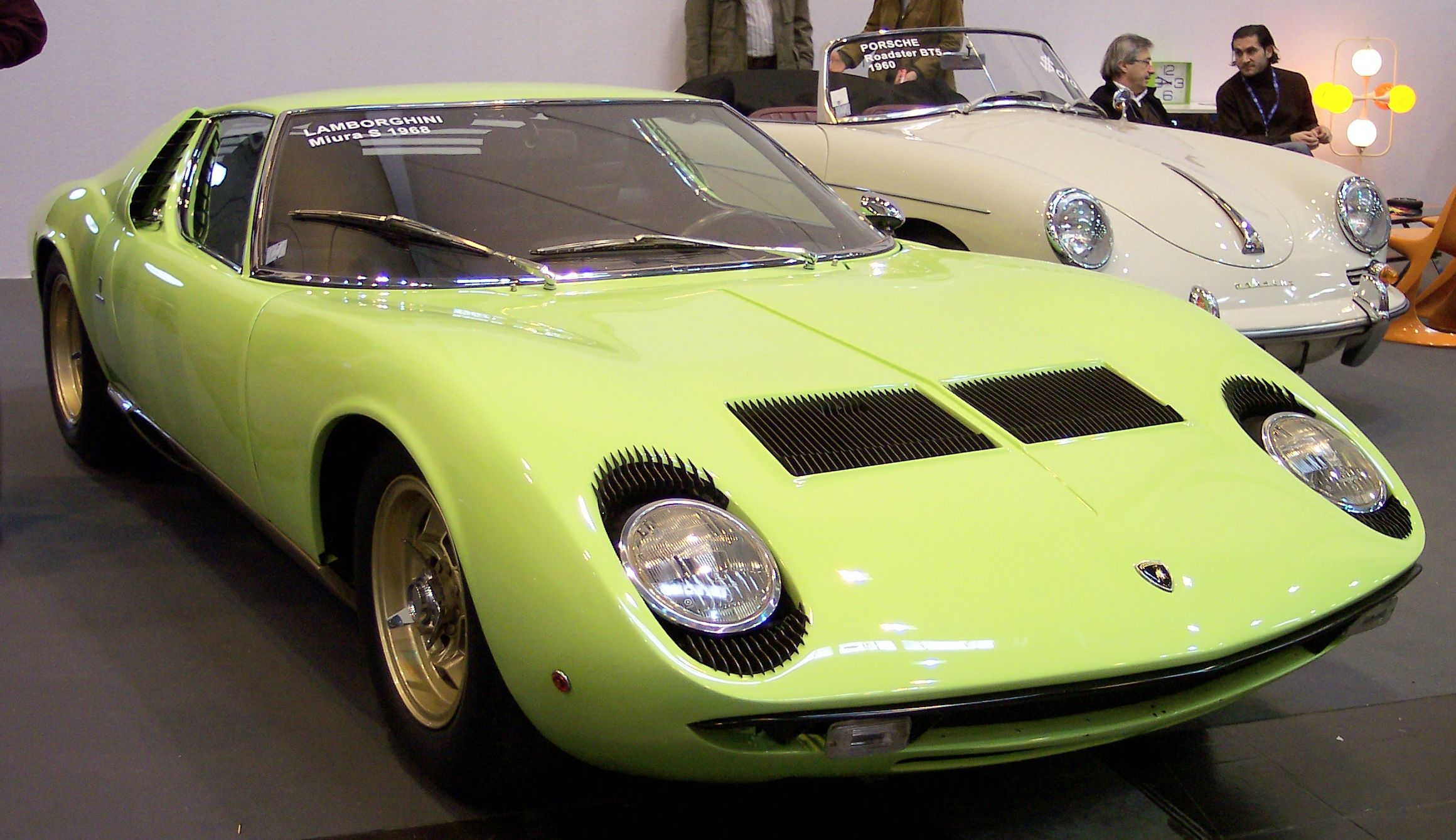
Miura S

Der Miura hatte bei seiner Präsentation unter der Bezeichnung Miura P400 eine Leistung von 257 kW (350 PS) aus knapp vier Litern Hubraum und erreichte eine Höchstgeschwindigkeit von 274 km/h. Der Wagen beschleunigte von 0 auf 100 km/h in 6,7 Sekunden. 1968 wurde eine leistungsgesteigerte Version mit 272 kW (370 PS) vorgestellt, die auch zahlreiche technische Verbesserungen mit sich brachte. Hierzu gehörten unter anderem innenbelüftete Bremsscheiben und eine überarbeitete Hinterachse. Äußerlich war der Miura S an den nun verchromten Scheibenrahmen zu erkennen.
1971 wurde schließlich der Miura SV präsentiert. Mit nun 283 kW (385 PS) und einer Höchstgeschwindigkeit – je nach Quelle – von bis zu 295 km/h verfehlte er nur knapp die 300-km/h-Marke. Für die Beschleunigung von 0 auf 100 km/h benötigte er 5,5 Sekunden. Da beim Miura SV die Angaben zur Höchstgeschwindigkeit nicht offiziell sind, gibt es kaum verlässliche Werte. Die Angaben reichen von 280 bis 296 km/h, wobei aufgrund der geringen Mehrleistung (+ 10 %) zum Miura die 280 km/h realistischer erscheinen.

## Produktionszeiten und -zahlen
Der Lamborghini Miura wurde von 1966 bis 1970 insgesamt 474-mal produziert; rechnet man den Roadster hinzu, sind es 475 Exemplare. Die Produktionszeit des Miura S reichte von 1968 bis 1971, wobei 140 Exemplare entstanden. Das letzte Fahrzeug verließ im April des Jahres 1975 die Produktionsstätte.

## Miura Concept 2006

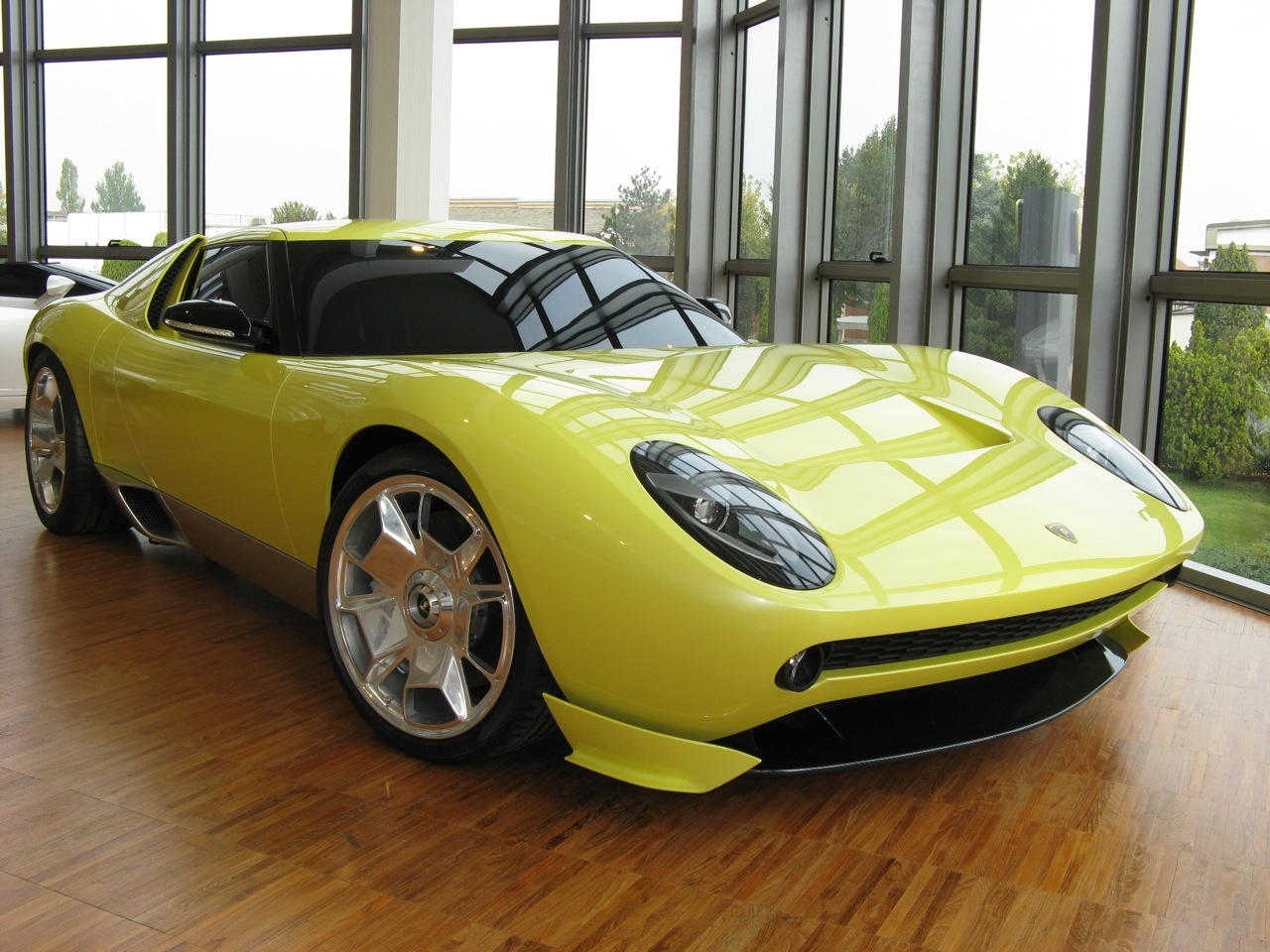
Lamborghini Miura Concept, Lamborghini-Museum, 2007

Auf der Motor-Show in Detroit 2006 wurde anlässlich des 40. „Geburtstags“ des Miura ein Prototyp mit dem Namen Lamborghini Miura Concept vorgestellt. Er wurde unter der Regie von Audi von Walter Maria de Silva gestaltet, der sich sehr stark am Miura orientierte. Das 4,59 Meter lange, 1,99 Meter breite und 1,2 Meter hohe Concept-Car hat wie das Vorbild einen V12-Mittelmotor, der allerdings nicht quer, sondern längs eingebaut ist. Er hat 6,2 Liter Hubraum und leistet – ebenso wie im Murciélago – 426 kW (580 PS).

## Datenblatt
| Lamborghini Miura    | P400 | P400S | P400SV |
| -------------------- | --- | --- | --- |
| Stückzahl:           | 1966–1969 474 | 1968–1971 140 | 1971–1972 150 |
| Motor:               | 12-Zylinder-V-Motor mit 60° Zylinderbankwinkel                                                                                 | 12-Zylinder-V-Motor mit 60° Zylinderbankwinkel                                                                                 | 12-Zylinder-V-Motor mit 60° Zylinderbankwinkel                                                                                 |
| Bohrung × Hub:       | 82 mm × 62 mm | 82 mm × 62 mm | 82 mm × 62 mm |
| Hubraum:             | 3929 cm³ | 3929 cm³ | 3929 cm³ |
| Max. Leistung:       | 257 kW (350 PS) bei 7000/min                                                                                                   | 272 kW (370 PS) bei 7700/min                                                                                                   | 283 kW (385 PS) bei 7700/min                                                                                                   |
| Max. Drehmoment:     | 355 Nm bei 5000/min | 388 Nm bei 5500/min | 388 Nm bei 5500/min |
| Verdichtung:         | 9,5 : 1 | 10,7 : 1 | 10,7 : 1 |
| Gemischaufbereitung: | vier Weber IDL40 3C 3bbl Fallstromvergaser                                                                                     | vier Weber IDL40 3C 3bbl Fallstromvergaser                                                                                     | vier Weber IDL40 3C 3bbl Fallstromvergaser                                                                                     |
| Ventiltrieb:         | zwei kettengetriebene, oben liegende Nockenwellen pro Zylinderreihe, Tassenstößel                                              | zwei kettengetriebene, oben liegende Nockenwellen pro Zylinderreihe, Tassenstößel                                              | zwei kettengetriebene, oben liegende Nockenwellen pro Zylinderreihe, Tassenstößel                                              |
| Kühlung:             | Wasser | Wasser | Wasser |
| Getriebe:            | fünf Gänge, Handschaltung, Achsübersetzung: 4.083:1                                                                            | fünf Gänge, Handschaltung, Achsübersetzung: 4.083:1                                                                            | fünf Gänge, Handschaltung, Achsübersetzung: 4.083:1                                                                            |
| Elektrik:            | 12 Volt | 12 Volt | 12 Volt |
| Vorderachse:         | Dreieckslenker oben und unten, Schraubenfedern, Torsionsstabstabilisator                                                       | Dreieckslenker oben und unten, Schraubenfedern, Torsionsstabstabilisator                                                       | Dreieckslenker oben und unten, Schraubenfedern, Torsionsstabstabilisator                                                       |
| Hinterachse:         | Dreieckslenker oben, Dreieckslenker (mit der Spitze nach innen) und Zugstrebe unten, Schraubenfedern, Torsionsstabstabilisator | Dreieckslenker oben, Dreieckslenker (mit der Spitze nach innen) und Zugstrebe unten, Schraubenfedern, Torsionsstabstabilisator | Dreieckslenker oben, Dreieckslenker (mit der Spitze nach innen) und Zugstrebe unten, Schraubenfedern, Torsionsstabstabilisator |
| Bremsen:             | Girling-Scheibenbremsen rundum, hydraulisch betätigt                                                                           | Girling-Scheibenbremsen rundum, hydraulisch betätigt                                                                           | Girling-Scheibenbremsen rundum, hydraulisch betätigt                                                                           |
| Lenkung:             | Zahnstange | Zahnstange | Zahnstange |
| Rahmen:              | Plattformrahmen | Plattformrahmen | Plattformrahmen |
| Trockenmasse:        | 1125 kg | 1298 kg | 1298 kg |
| Spur vorne/hinten:   | 1400 mm / 1400 mm | 1400 mm / 1400 mm | 1400 mm / 1540 mm |
| Radstand:            | 2500 mm | 2500 mm | 2500 mm |
| Länge:               | 4360 mm | 4360 mm | 4360 mm |
| Breite:              | 1760 mm | 1760 mm | 1780 mm |
| Höhe:                | 1060 mm | 1060 mm | 1060 mm |
| Reifen:              | Pirelli Cinturato 72 205 VR 15                                                                                                 | GR70 VR 15 o. 215/70 VR 15 | FR70 HR 15 vorne GR70 VR 15 hinten                                                                                             |